# Peter, Paul and Mary

Peter, Paul and Mary 1963

Peter, Paul and Mary — американское фолк-трио, образовавшееся в Нью-Йорке в 1961 году в составе: Питер Ярроу, Пол Стуки и Мэри Трэверс, ставшее (согласно Allmusic) самой популярной фолк-группой 1960-х годов и оказавшее значительное влияние на развитие жанра. Впоследствии Peter, Paul and Mary не сдали позиций, оставшись в истории современной музыки одним из самых долговечных и последовательных в своём творчестве коллективов. Характерным фактором, обусловившим отличие трио от основных конкурентов, в частности, The Kingston Trio и The Brothers Four, стала многолетняя связь с одним и тем же крупным лейблом Warner Bros..
Двенадцать альбомов Peter, Paul and Mary входили в Billboard 200, два первых (в 1962 и 1963 годах) поднимались до 1 места в списках. Из 19 попаданий в первую сотню американского хит-парада синглов наивысшим оказалось «Leaving on a Jet Plane» (#1, 1969). В 1962—1969 годах группа получила пять премий Grammy.
После смерти Трэверс в 2009 году Ярроу и Стоуки продолжили выступать в качестве дуэта под своими именами.

## Предыстория
Peter, Paul and Mary формально считаются частью фолк-возрождения 1960-х годов, но истоки их творчества уходят вглубь 1940-х годов, когда возникли The Weavers, первая популярная фолк-группа, ставшая не только культурной, но и социальной силой в Америке. The Weavers распались в конце 1952 года, познав наряду с фантастическим коммерческим успехом и полную обструкцию, но оставили глубокий след в популярной американской культуре. С одной стороны, в маленьких клубах и студенческих городках возникло массовое движение folk revival, служившее своего рода досуговой формой популярной культуры. С другой — стала формироваться качественно иная, политически ориентированная фолк-сцена. Последняя существовала как андеграундное явление, пробиваясь наружу лишь в отдельных островках, таких, как Гринвич-виллидж в Нью-Йорке.
Лидерами «развлекательного» крыла фолк-сцены стали сначала Easy Riders, затем их последователи: The Kingston Trio, The Limeliters, The Brothers Four и The Highwaymen, мужские трио и квартеты, создававшие гладкий, почти глянцевый фолк. Но вернулись и ветераны: Пит Сигер и воссоединившиеся Weavers, Эд Маккёрди, Оскар Бранд. Появился феномен фолк-биг-бэнда: лидеры жанра, New Christy Minstrels и Serendipity Singers исполняли фолк в усложнённых аранжировках и оркестровом формате. На этом фоне и возникли в 1961 году собранные менеджером Албертом Гроссманом Peter, Paul and Mary. О влиянии The Weavers, с одной стороны, говорила сама Мэри Трэверс. С другой — в документальном фильме Peter, Paul & Mary: Carry It On — A Musical Legacy участники The Weavers отмечали, что именно Peter, Paul and Mary «подхватили факел» протестного фолка в 1960-х годах.

## История группы
Менеджер Альберт Гроссман создал коллектив Peter, Paul and Mary в 1961 году после того, как провёл прослушивание большого числа фолк-исполнителей нью-йоркской фолк-сцены. В состав трио вошли Мэри Трэверс (Mary Travers, 1936—2009), Питер Ярроу и Пол Стуки, музыканты, уже имевшие солидный исполнительский опыт. Трэверс, дочь политически активных журналистов, интересовавшихся музыкой, записывалась с 1954 года, будучи ещё школьницей, в студиях Folkways Records, где подпевала Питу Сигеру, в качестве основных влияний позже называя Ронни Гилберт из The Weavers и фолк-блюзовую исполнительницу Джо Мейпс.
Ноэл Пол Стуки (Noel Paul Stookey), джаз-фэн, увлекавшийся также музыкой, которая впоследствии стала называться ритм-энд-блюзом, свой первый ансамбль The Birds of Paradise, собрал также будучи школьником, в начале 1950-х годов. Помимо прочего он открыл в себе комедийный талант, а также способность создавать оригинальные вокальные звуковые эффекты. Стуки и Трэверс были дружны, хоть и работали в разных кругах: он — в клубах, она — в бутике Элен Старкман (впоследствии известного в Нью-Йорке дизайнера) на Бликер-стрит. Третьим участником коллектива стал выпускник Корнеллского университета Питер Ярроу (Peter Yarrow), который в конце 1950-х годов, работая над телевизионными программами о народной музыкальной культуре, и познакомился с Гроссманом. Последний предложил тому создать трио, которое, исполняя серьёзный фолк, соединило бы в себе основные принципы The Weavers с юмором The Limeliters и общей жизнерадостностью The Kingston Trio. Сначала к проекту присоединилась Трэверс, а затем и Стуки, от первого имени отказавшийся в пользу более ёмкого среднего: Пол. К сотрудничеству был призван аранжировщик Милт Окунь (Milt Okun), известный по работам с Гарри Белафонте и The Chad Mitchell Trio, и уже спустя семь месяцев после образования коллектив приобрёл большую популярностьв клубах Гринвич Виллидж.

### Первый успех
Трио подписало контракт с Warner Bros., и в марте 1962 года выпустило именной дебютный альбом, сингл из которого, «Lemon Tree», поднялся той же весной до #35 в чартах. Но настоящий успех принёс группе второй сингл «If I Had a Hammer»; песня, написанная Сигером и Хейсом во времена The Weavers, оказалась созвучной духу времени: в 1962 году движение за гражданские права набирало силу и оказалось в центре внимания широкой публики. Сингл, поднявшийся до #10, заработал для группы первые две премии «Грэмми» («Best Performance by a Vocal Group» и «Best Folk Recording»), а альбом вышел на вершину хит-парада. Так в течение первых шести месяцев своей карьеры Peter, Paul and Mary (согласно Allmusic), благодаря во многом уже изменившемся в более благоприятную сторону политическом климате, сумели сделать то, чего не удалось The Weavers: вывести протестный фолк в фокус общественного внимания. При этом группа (в основном — усилиями юмориста-Стуки) создала себе не слишком серьёзный, шутливый имидж, нередко на сцене пародируя себя же, слегка в духе Вуди Аллена (в те годы — также сценического юмориста). Серьёзным их преимуществом перед конкурентами было и присутствие в составе Мэри Трэверс: не только прекрасной вокалистки, но и весьма привлекательной исполнительницы.
Второй альбом группы Moving вышел в январе 1963 года и продавалася поначалу не слишком активно. B конечном итоге он добрался до второй позиции и провёл в списках 99 недель, во многом благодаря успеху сингла «Puff (The Magic Dragon)», заглавную песню которого Питер Ярроу написал ещё в бытность студентом. Сингл поднялся в США до #2 и стал одной из любимейших детских песен всех времён. Непосредственным следствием успеха явилось появление рядом с группой Боба Дилана, который сольного успеха со своими первыми релизами на Columbia Records не имел: слишком острыми (согласно Allmusic) были его тексты и слишком блюзовой, по фолк-стандартам того времени — манера исполнения. Трио, которое публикой принималось в любом случае хорошо, включило в свой репертуар «Blowin' in the Wind» и — принесли песне такой успех, какого её молодой автор никогда не смог бы добиться самостоятельно.

## Дискография

### Альбомы
| - 1962: Peter, Paul and Mary - 1963: Moving - 1963: In the Wind - 1965: A Song Will Rise - 1965: See What Tomorrow Brings - 1966: The Peter, Paul and Mary Album - 1967: Album 1700 - 1968: Late Again - 1969: Peter, Paul and Mommy - 1978: Reunion - 1986: No Easy Walk To Freedom - 1990: Flowers & Stones - 1995: Once Upon The Time - 1995: LifeLines - 1996: LifeLines Live - 2000: Don’t Laugh at Me - 2004: In These Times - 2008: The Solo Recordings (1971—1972) - 2010: The Prague Sessions | - 1970: The Best of Peter, Paul and Mary: Ten Years Together - 1998: Around the Campfire - 1998: The Collection - 1999: Songs of Conscience and Concern - 2004: Carry It On [4-CD, 1-DVD boxed set] - 2005: The Very Best of Peter, Paul & Mary - 2005: Platinum Collection - 2006: Weave Me the Sunshine - 1964: In Concert - 1983: Such Is Love - 1988: A Holiday Celebration - 1993: Peter, Paul and Mommy, Too |  |

### Синглы
| Год  | Заголовок                                                                               | Чарты      | Чарты | Альбом                         |
| Год  | Заголовок                                                                               | US Hot 100 | US AC | Альбом                         |
| ---- | --------------------------------------------------------------------------------------- | ---------- | ----- | ------------------------------ |
| 1962 | «Lemon Tree» B-side: «Early In The Morning»                                             | 35         | 12    | Peter, Paul and Mary           |
| 1962 | «If I Had a Hammer (The Hammer Song)» B-side: «Gone The Rainbow» (from Moving)          | 10         | -     | Peter, Paul and Mary           |
| 1963 | «Puff (The Magic Dragon)» B-side: «Pretty Mary»                                         | 2          | 1     | Moving                         |
| 1963 | «Big Boat» B-side: «Tiny Sparrow»                                                       | 93         | -     | Moving                         |
| 1963 | «Settle Down (Goin' Down That Highway)» B-side: «500 Miles» (from Peter, Paul and Mary) | 56         | 14    | Moving                         |
| 1963 | «Blowin' in the Wind» B-side: «Flora» (Moving)                                          | 2          | 1     | In the Wind                    |
| 1963 | «Don't Think Twice, It's All Right» B-side: «Autumn To May» (Peter, Paul and Mary)      | 9          | 2     | In the Wind                    |
| 1963 | «Stewball» B-side: «The Cruel War» (Peter, Paul and Mary)                               | 35         | 17    | In the Wind                    |
| 1963 | «A Soalin'» B-side: «Hush-A-Bye» (In The Wind)                                          | -          | -     | Moving                         |
| 1964 | «Tell it on the Mountain» B-side: «Old Coat» (from Moving)                              | 33         | 7     | In the Wind                    |
| 1964 | «Oh Rock My Soul (Part 1)» B-side: «Oh Rock My Soul (Part 2)»                           | 93         | -     | -                              |
| 1965 | «For Lovin' Me» B-side: «Monday Morning»                                                | 30         | 5     | A Song Will Rise               |
| 1965 | «When The Ship Comes In» B-side: «The Times They Are A-Changin'»                        | 91         | 23    | A Song Will Rise               |
| 1965 | «Early Mornin' Rain» B-side: «The Rising Of The Moon»                                   | 91         | 13    | See What Tomorrow Brings       |
| 1966 | «Cruel War» B-side: «Mon Vrai Destin»                                                   | 52         | 4     | The Peter, Paul and Mary Album |
| 1966 | «Hurry Sundown» B-side: «Sometime Lovin'»                                               | 123        | 37    | The Peter, Paul and Mary Album |
| 1966 | «The Other Side Of This Life» B-side: «Sometime Lovin'»                                 | 100        | 33    | The Peter, Paul and Mary Album |
| 1966 | «For Baby (For Bobbie)» B-side: «Hurry Sundown»                                         | -          | -     | The Peter, Paul and Mary Album |
| 1967 | «I Dig Rock and Roll Music» B-side: «The Great Mandella (The Wheel Of Life)»            | 9          | -     | Album 1700                     |
| 1967 | «Too Much of Nothing» B-side: «The House Song» (from Album 1700)                        | 35         | -     | Late Again                     |
| 1968 | «Love City (Postcard from Duluth)» B-side: «Yesterday’s Tomorrow»                       | 113        | -     | Late Again                     |
| 1969 | «Day is Done» B-side: «Make Believe Town»                                               | 21         | 7     | Peter, Paul and Mommy          |
| 1969 | «Leaving on a Jet Plane» B-side: «The House Song»                                       | 1          | 1     | Album 1700                     |
| 1969 | «The Marvelous Toy» B-side: «Christmas Dinner»                                          | -          | -     | Peter, Paul and Mommy          |